# John Idan
John Idan (28 april 1953) est le chanteur et bassiste des Yardbirds depuis 1994.

## Carrière
John Idan, originaire de Détroit (Michigan), a découvert son talent musical dès son plus jeune âge.
Après avoir joué dans l'orchestre de son lycée, il a rapidement commencé à jouer avec son premier groupe professionnel, le Natural Blues Band, et s'est fait un nom à Détroit et dans le sud-est du Michigan. Après la dissolution du Natural Blues Band, Idan est parti en vacances à Londres, où il a rencontré l'ancien guitariste des Yardbirds, Top Topham, et le batteur Jim McCarty. En 1988, il s'installe au Royaume-Uni pour devenir le chanteur et le guitariste principal de leur groupe de blues. Idan devient rapidement connu sous le nom de « Detroit » John Idan sur la scène blues londonienne.
En 1992, il quitte le McCarty Band pour poursuivre ses propres intérêts musicaux et fonde son groupe « Realfire ». À la même époque, les Yardbirds se reforment. Idan devient leur chanteur et bassiste.
Depuis, Idan a fait de nombreuses tournées dans le monde entier avec eux et a joué à guichets fermés sur de nombreuses scènes internationales telles que le Royal Albert Hall à Londres, le Royal Festival Hall, la House of Blues à Los Angeles (en compagnie de Steve Vai), South by South West (en compagnie de Slash), etc. Il a enregistré deux albums principaux avec les Yardbirds, Birdland en 2003 et Live at B.B. King Blues Club en 2006. Après avoir fait partie du groupe pendant 14 ans, Idan a annoncé son départ à l'été 2008, déclarant qu'il avait besoin de plus de créativité et qu'il souhaitait redevenir guitariste principal.
En 2008, il sort son premier album solo, The Folly, sur lequel il joue de tous les instruments, à l'exception d'un quatuor à cordes. La même année, il forme son propre groupe, The John Idan Group. Depuis, il enregistre son deuxième album et travaille sur divers projets musicaux au Royaume-Uni, en Europe et aux États-Unis.